# Vincenz Küng
Vincenz Küng (* 1. Dezember 1764 in Beinwil (Freiamt); † 28. August 1843 ebenda; heimatberechtigt in Beinwil (Freiamt)) war ein Schweizer Politiker und Richter. Von 1815 bis 1831 war er Regierungsrat des Kantons Aargau.

## Biografie
Der Sohn eines wohlhabenden Bauern wurde 1798 nach dem Franzoseneinfall und der Ausrufung der Helvetischen Republik Mitglied des Distriktsgerichts Muri. 1802 gehörte er der Tagsatzung des kurzlebigen Kantons Baden an. Nachdem das Freiamt 1803 zum Kanton Aargau gelangt war, arbeitete Küng als Gerichtsschreiber am Bezirksgericht Muri und als Richter am kantonalen Appellationsgericht in Aarau. 1808 wurde er in den Grossen Rat gewählt, dem er bis 1831 und erneut 1840/41 auf Seiten der Konservativen angehörte.
Als Bern 1814 im Zuge der beginnenden Restauration seine verlorenen Untertanengebiete im Aargau zurückerlangen wollte, wehrte sich Küng zusammen mit anderen Persönlichkeiten erfolgreich dagegen. 1815 wählte ihn der Grosse Rat in die Kantonsregierung. 1831 musste er als Folge des Freiämtersturms zurücktreten, war aber danach bis 1837 als Bezirksamtmann des Bezirks Muri tätig.